# Uroš Murn
Uroš Murn (Novo Mesto, 9 de febrero de 1975) es un ciclista esloveno que fue profesional de 1997 a 2010. Ganó una etapa y fue el primer líder de la Semana Catalana de Ciclismo en 2005.

## Palmarés
1998
- 1 etapa de la Carrera de la Solidaridad y de los Campeones Olímpicos

1999
- 1 etapa del Gran Premio de Kranj

2000
- 2 etapas del Tour de Croacia
- 3.º en el Campeonato de Eslovenia en Ruta

2004
- Campeonato de Eslovenia en Ruta

2005
- 1 etapa de la Semana Catalana de Ciclismo

## Resultados en Grandes Vueltas y Campeonatos del Mundo
| Carrera         | Carrera         | 1997 | 1998 | 1999 | 2000 | 2001 | 2002 | 2003 | 2004 | 2005 | 2006  | 2007 | 2008 | 2009 | 2010 |
| --------------- | --------------- | ---- | ---- | ---- | ---- | ---- | ---- | ---- | ---- | ---- | ----- | ---- | ---- | ---- | ---- |
|                 | Giro de Italia  | —    | —    | —    | —    | 81.º | 86.º | —    | 91.º | 94.º | —     | —    | —    | —    | —    |
|                 | Tour de Francia | —    | —    | —    | —    | —    | —    | —    | —    | —    | —     | —    | —    | —    | —    |
|                 | Vuelta a España | —    | —    | —    | —    | —    | —    | —    | —    | —    | 113.º | —    | —    | —    | —    |
| Mundial en Ruta | Mundial en Ruta | —    | —    | Ab.  | —    | —    | 69.º | —    | 29.º | 30.º | 7.º   | —    | —    | —    | —    |

—: no participa

Ab.: abandono